# Instrumento quirúrgico

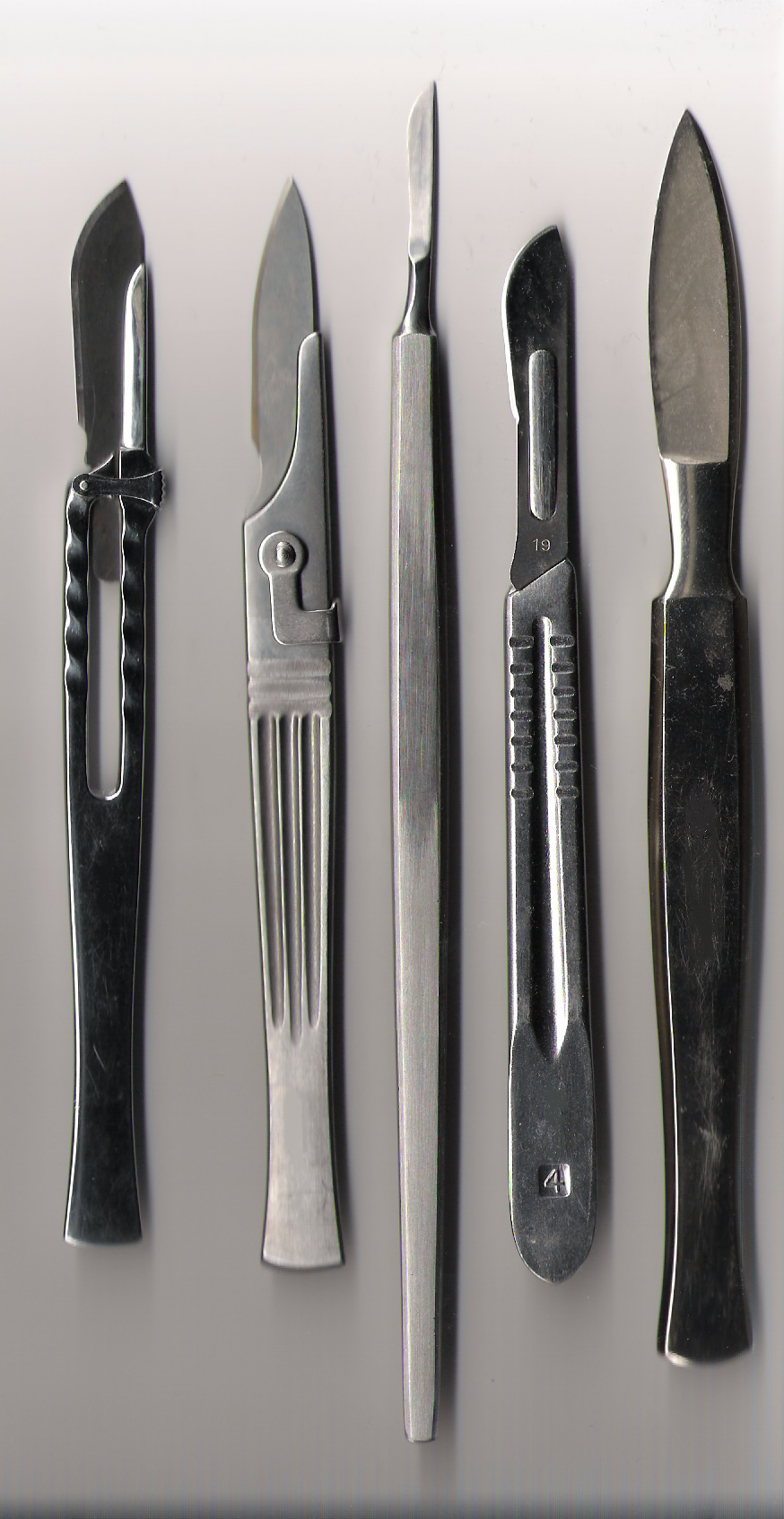
Varios escalpelos

Un instrumento quirúrgico es una herramienta o implemento especialmente diseñada para realizar acciones específicas de llevar a cabo efectos deseados durante una cirugía u operación, tal como modificar tejido biológico, o proveer acceso para verlo. Con el paso del tiempo, muchas clases diferentes de instrumentos quirúrgicos y herramientas han sido inventados. Algunos instrumentos quirúrgicos son diseñados para procedimientos o cirugías específicas. En consecuencia, la nomenclatura de instrumentos quirúrgicos sigue ciertos patrones como descripción de la acción que realiza (por ejemplo, escalpelo, hemostato), el nombre de su(s) inventor(es) (por ejemplo, los fórceps de Kocher), o un nombre científico compuesto relacionado con la clase de cirugía (por ejemplo, un traqueótomo es una herramienta usada para realizar una traqueotomía).
La expresión instrumental quirúrgico es un tanto utilizado indistintamente con instrumentos quirúrgicos, pero su significado en jerga médica es realmente la actividad de proveer asistencia a un cirujano con la apropiada manipulación de instrumentos quirúrgicos durante la operación, por un profesional especializado, usualmente un tecnólogo quirúrgico o  un(a) enfermero(a) especializada (o)  
La responsabilidad de participar en el mantenimiento, el conocimiento de los métodos de limpieza, la preservación, el acondicionamiento y el empaque de los instrumentos quirúrgicos para su posterior utilización es compartida con la instrumentadora quirúrgica y la enfermera circulante. Existe una clasificación particular del instrumental quirúrgico básico, según su utilización: diéresis, disección, hemostasia, exposición, aprehensión, exploración y síntesis.

## Clasificación
Se encuentran varias clases de instrumentos quirúrgicos:
Elementos de corte:
- Tijeras quirúrgicas
- Instrumentos de corte en tejidos blandos: bisturíes o escalpelos, lancetas, brocas, Ligasure, etc.
- Herramientas de corte óseo: sierras sin motor, (sierra de Gigli, de Satterlee y otras), sierras con motor eléctrico o neumático, taladros, osteotomos, trócares, periostótomos, escofinas y dispositivos similares a pinzas (gubias, tijeras de costillas, costotomos, etc).
- Instrumentos de corte ultrasónicos de tejido, criotomos y guías de corte láser
- Dispositivos motorizados, como taladros, dermatomas

Elementos de sujeción y separación:
- Pinzas, fórceps obstétricos, pinza Kocher, pinzas de Allis, etc
- Oclusores para vasos sanguíneos ( pinzas hemostáticas) y de otros órganos
- Hemóstatos y oclusores para vasos sanguíneos y otros órganos
- Retractores utilizados para separar piel, hueso y otros tejidos.
- Distractores, posicionadores y dispositivos estereotácticos
- Porta-agujas se utilizan para sujetar la aguja de sutura mientras se pasa a través del tejido y para sujetar la sutura mientras se anuda el instrumento.

Otros elementos:
- Agujas de inyección e irrigación, boquillas y tubos para introducir fluidos
- Dilatadores y espéculos, para acceder a pasajes estrechos o incisiones
- Tubos y boquillas succionadores para remover fluidos corporales
- Implementos de cierre como suturas, adhesivos tópicos para la piel o grapas quirúrgicas
- Sondas, sondas de fibra óptica (iluminadas con sistema de video) como los endoscopios, artroscopios y sondas táctiles.
- Transportadores y aplicadores de dispositivos ópticos, electrónicos y mecánicos
- Implementos de medición, como reglas y calibradores

Una distinción relativamente importante, con respecto a instrumentos quirúrgicos, es la cantidad de trastornos físicos o trauma tisular que su uso podría provocar que el paciente. Términos relativos a esta cuestión son no traumáticos y mínimamente invasivos. Sistemas mínimamente invasivos son un importante desarrollo reciente en la cirugía.

## Historia

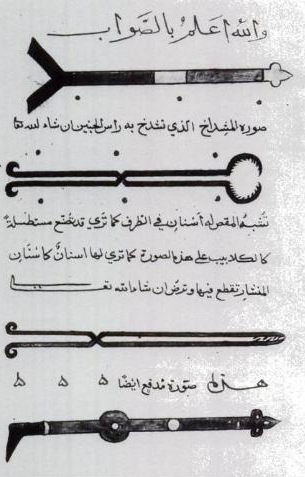
Ilustración de los instrumentos medievales musulmanes quirúrgicos del médico Abulcasis (enciclopedia médica del siglo XI:: Kitab al-Tasrif).

Los instrumentos quirúrgicos se han fabricado desde tiempos prehistóricos. ásperos trépanos para realizar craneotomías han sido descubiertos en muchos sitios neolíticos. Se cree que fueron utilizados por los chamanes para liberar los malos espíritus y aliviar dolores de cabeza y traumas en la cabeza causada por las heridas de guerra. 
Los cirujanos y médicos en la India han utilizado sofisticados instrumentos quirúrgicos desde la antigüedad. Sushruta Samhita (alrededor de 500 aC) fue probablemente el cirujano más importante en la historia antigua, conocido como el "padre de la cirugía". En su texto Sushruta Samhita que describió más de 120 instrumentos quirúrgicos, 300 intervenciones quirúrgicas y clasificó la cirugía en los humanos en 8 categorías. 
En la Antigüedad, los cirujanos y médicos en Grecia y Roma desarrollaron muchos instrumentos ingeniosos fabricados en bronce, hierro y plata, como escalpelos, lancetas, curetas, pinzas, espéculos, trépanos, pinzas, sondas, dilatadores, tubos, cuchillos quirúrgicos, etc son todavía muy bien conservados en varios museos de la medicina en todo el mundo. La mayoría de estos instrumentos se siguió utilizando en la época medieval, aunque con una técnica de mejor fabricación.

### Avance medieval
Uno de los jugadores clave que hizo el verdadero avance en la instrumentación quirúrgica fue Abu al-Qasim al-Zahrawi, conocido en Occidente como Abulcasis, y considerado el "padre de la cirugía moderna". La primera observación que hay que hacer es que Al-Zahrawi escribió su famosa liman Al-Tasrif 'Ajiza' un Ta'leef Al (escrito en 1000 dC), traducido como El Método de la medicina, ya se refiere como Al- Tasrif, después de una larga experiencia acumulada a lo largo de cincuenta años de ejercer la medicina. El libro, por lo tanto, la cual su objetivo es de establecer las directrices generales en la medicina práctica, haciendo hincapié en el "hacer" y "no" en casi todos los temas encontrados y las soluciones / tratamientos que facilitó o inventó durante su larga experiencia. Para completar su guía práctica para resolver diversos problemas quirúrgicos, Al-Zahrawi terminó estos treinta volúmenes de enciclopedia médica con un tratado en el que introduce su famosa colección de instrumentos quirúrgicos que superan un total impresionante de 200 piezas. Con su innovador título "Sobre la cirugía", el tratado es considerado el primero en aclarar sobre el tema, que se mantuvo como la única de mejor fuente de material medieval hasta los tiempos modernos. En las palabras de Leclerc: 
"Al-Zahrawi sigue siendo un destacado estudioso que transformó la cirugía en una ciencia independiente, basada en el conocimiento de la anatomía. Su ilustración y el dibujo de las herramientas es una innovación que mantiene viva su contribución, que se refleja en su continua influencia en los trabajos de los que vinieron después de él .
Adicionalmente, Galeno de Pérgamo, uno de los más profundos filósofos, cirujanos, filólogos médicos y doctores del mundo antiguo, solicitó que sus instrumentos quirúrgicos especializados fueran hechos de mineral de hierro, los cuales solo podían ser encontrados en una cantera en el reino Céltico de Nórico. Galeno junto con otros doctores árabes de la antigüedad, promovieron el enfoque hacia la instrumentación médica y sus seguidores del período medieval desarrollaron sus propios instrumentos basados en los primeros diseños de Galeno.
Hamidan, por ejemplo, enumeró un total de veintiséis innovaciones que Al-Zahrawi introdujo. Uno de esos descubrimientos fue el uso de hilo de tripa animal para suturas internas, un método que todavía se practica en la mayoría de las cirugías hoy en día. El hilo de tripa animal parece ser la única sustancia natural capaz de disolverse, y ser aceptada por el organismo. 
Al-Zahrawi no solo ilustra la herramienta usando bocetos claros dibujados a mano, sino que también suministra información detallada acerca del material además de cómo y dónde se usa. Muchas de estas están ilustradas en el libro de Spink y Lewis (1973), uno de los mejores y más completos trabajos disponibles. Por ejemplo, sobre la cauterización él declara que: _“De acuerdo con la opinión de los médicos de la antigüedad, la cauterización con oro es mejor que la de hierro. En nuestra opinión el uso de hierro es más rápido y más correcto”._ Tal y como prosigue a tratar con instrumentos particulares y sus usos, a menudo ofrece una descripción clara de cómo se usa además de acompañarla con un boceto. 
Otro ejemplo de dicha descripción es lo que escribió acerca del raspador (majrad) y su uso al encauzar una fístula hacia la nariz. _“Los doctores llaman ‘fistula’ a lo que el hombre común llama ‘pluma’. Cuando se ha tratado con el cauterizador o cáustico según las instrucciones previamente dadas, y no sana, no hay un método claro de tratamiento excepto cortar el tumor en su punto blando o maduro y dejar salir toda la humedad o pus contenida, hasta alcanzar el hueso. Cuando se alcanza el hueso y se observa necrosis o negrura, se debe raspar con un instrumento como el de esta imagen. Se le llama ‘cabeza áspera’ y está hecho de hierro de la India. Su cabeza es redonda como un botón pero tiene marcas finamente grabadas, como las de una lima o un raspador. Colóquelo donde se encuentra el hueso enfermo y gírelo entre sus dedos, ejerciendo un poco de presión con su mano, hasta que esté seguro de que todo el hueso enfermo haya sido raspado. Hacer esto varias veces. Entonces revista la parte con remedios coagulantes y astringentes. Y si la parte sana y se genera piel en ese lugar y el flujo de icor se detiene y no vuelve por cuarenta días, y no hay inflamación, y no hay ningún brote, puede saber que ha quedado perfectamente curado”.